# Mercury Records
Mercury Records é uma gravadora fundada em 1945 nos Estados Unidos. Opera como companhia independente no Reino Unido e como parte do The Island Def Jam Music Group nos Estados Unidos, sendo ambas subsidiárias da Universal Music Group. Há também uma filial na Austrália operando como selo da Universal Music Group, com um catálogo e repertório de artistas locais.